# Rise O Voices of Rhodesia
Rise O Voices of Rhodesia – hymn państwowy Rodezji.
Pomimo iż Rodezja ogłosiła niepodległość w 1965, hymn państwowy został przyjęty dopiero w roku 1974. Melodię zapożyczono z Ody do radości z IX symfonii Ludwiga van Beethovena. Autorką słów była pochodząca z Republiki Południowej Afryki Mary Bloom.

## Tekst
Tekst
Rise O voices of Rhodesia,

God may we thy bounty share,

Give us strength to face all danger,

And where challenge is, to dare.

Guide us, Lord, to wise decision,

Ever of thy grace aware.

Oh, let our hearts beat bravely always

For this land within thy care.

Rise O voices of Rhodesia,

Bringing her your proud acclaim,

Grandly echoing through the mountains

Rolling over far flung plain

Roaring in the mighty rivers

Joining in one grand refrain

Ascending to the sunlit heavens

Telling of her honoured name
Tłumaczenie
Powstańcie głosy Rodezji,

Boże, pozwól nam dzielić się Twoim darem,

Daj nam siłę, by sprostać niebezpieczeństwu

I by odważyć się podjąć wyzwania.

Boże, pomóż nam podejmować właściwe decyzje,

Nie zapominając o Twojej litości.

Spraw, by nasze serca zawsze odważnie biły,

Dla tego kraju w Twojej opiece.

Powstańcie, głosy Rodezji,

pozwólcie jej słyszeć wasz dumny wiwat,

Który wspaniale przez góry słychać,

Który toczy się przez rozciągnięte piętra.

Szumiejąc w potężnych rzekach,

wchodząc w jeden wielki refren.

Wschodząc w oświetlone przez słońce niebo 

Powiadamiając o jej wspaniałej nazwie.